# اچ‌دی ۱۶۱۹۸۸
اچ‌دی ۱۶۱۹۸۸ یک ستاره است که در صورت فلکی مرغ بهشتی قرار دارد.